# Караджала (Лаґодехі)
Караджала (груз. ყარაჯალა) — село в Грузії.
За даними перепису населення 2014 року в селі проживає 2012 осіб.